# 迪尔克·舒斯特
迪尔克·舒斯特（德語：Dirk Schuster，1967年12月29日—）是一位德国前足球运动员及现任足球教练。作为前东德足球名宿艾贝哈德·舒斯特的儿子，他在球员生涯主要司职后卫。自2013年起，舒斯特成为当时的德丙俱乐部达姆施塔特98的主教练，并在2014-15赛季率队成功升入德甲。

## 球员生涯

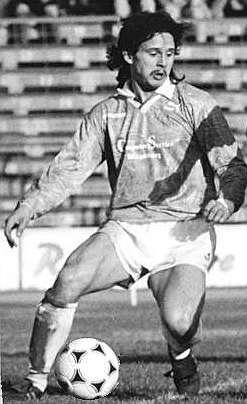
1990年的迪尔克·舒斯特

舒斯特年仅18岁便随卡尔·马克思城夺得了1986年的东德青年冠军。同年，他还随东德18岁以下国家足球队夺得了在南斯拉夫举行的1986年欧洲U-18足球锦标赛冠军，并在下一年于智利举行的U20世界盃足球賽中荣获季军。在这支国家队中，主教练埃伯哈德·福格尔确定了舒斯特的后卫位置。
两德统一后，舒斯特来到布伦瑞克继续自己的职业生涯。他在那里很快便证明了自己的实力，并由卡尔斯鲁厄于1991年将他带到德甲。在卡尔斯鲁厄，舒斯特经历了自己最成功的时期，其中包括参与了1993年的维尔德公园奇迹，在欧洲联盟杯中以7比0横扫西班牙的巴伦西亚。
舒斯特曾3次入选德国国家足球队，分别在1994年对阵匈牙利和阿尔巴尼亚以及1995年对阵西班牙的比赛中出场。在此之前，他也曾有过4次代表东德国家足球队上阵的经历。
1997年，舒斯特转会至科隆，并随队一同降入德乙。在此之后，他辗转效力于包括土耳其和奥地利在内的多家俱乐部。2000年，他回到德国加盟德乙俱乐部阿伦，并取得较佳表现。从2004年至2006年，他是代表瓦德霍夫曼海姆参加高级联赛。至2006-07赛季，舒斯特又转会至身处北巴登足球协会联赛的ASV杜拉赫。2006年12月，舒斯特再次更换俱乐部，与州级联赛俱乐部维尔费丁根（Alemannia Wilferdingen）签订了一份期至2007年6月30日的合同。

## 教练生涯
从2006年11月至2007年1月，舒斯特曾担任ASV杜拉赫的代理主教练。2007年12月，舒斯特在德国足协亨内斯·魏斯魏勒学会于科隆体育学院主办的第54期教练培训班中以最佳成绩结业。
从2009年至2012年11月，舒斯特任教于斯图加特踢球者。他率领该队成功升入2012-13赛季的德丙联赛，却在连续六场比赛不胜和连续五场比赛无入球后于2012年11月遭解雇。
2012年12月，舒斯特成为当时处于德丙的达姆施塔特主教练。他接替了刚被解雇的原主教练尤尔根·席贝格的工作，并签订了一份为期一年半的合同，至2014年6月止。在2013-14赛季，他率队在德乙升、降级附加赛中以4比2客场战胜比勒费尔德后（首回合主场1比3）成功升入德乙。随后，他与他的团队又在2014-15赛季中以亚军身份升入德甲，完成升级“两连跳”。